# صبير أسخم
صبير أسخم (الاسم العلمي:Opuntia fuliginosa) هو نوع من النباتات يتبع جنس الصبير من الفصيلة الصبارية.